# Anui
Der Anui (russisch Ану́й) ist ein 327 km langer linker Nebenfluss des Ob im Altai und dessen Vorland in Südwestsibirien (Russland).

## Verlauf
Der Anui entspringt in etwa 1220 m am südöstlichen Ende des hier knapp 1700 m hohen, nach dem Fluss benannten Anuikammes im nordwestlichen Teil des Russischen Altai, wenige Kilometer oberhalb des Dorfes Werchni Beloanui. Er fließt zunächst in nordwestlicher Richtung durch ein Tal, welches den Anuikamm vom weiter südwestlich parallel verlaufenden Baschtschelakkamm trennt. Nach etwa 40 Kilometern und dem Durchfließen der Dörfer Bely Anui und Tschorny Anui verlässt der Anui die Republik Altai und erreicht die nördlich anschließende Region Altai. Der gesamte Oberlauf des Flusses wird auch Weißer Anui (Bely Anui) genannt, bis zur Vereinigung mit dem bedeutend kleineren, von links zufließenden Schwarzen Anui (Tschorny Anui, auch Tschernowoi Anui) gut 30 km nach Erreichen der Region Altai und wenige Kilometer oberhalb des Dorfes und Rajonverwaltungszentrums Soloneschnoje.
Beim Dorf Antonjewskoje tritt der Fluss schließlich in gut 250 m Höhe in das Altaivorland ein und wendet sich in nordöstliche bis östliche Richtung. Er durchfließt die hügelige Steppenlandschaft mäandrierend, dabei auf knapp 60 km etwa parallel zum Ob und um 20 km von diesem entfernt, aber in entgegengesetzter Richtung. Die weiten Täler von Ob und Anui werden in diesem Bereich durch den etwa 100 m höheren Höhenzug Kolywanski Uwal getrennt. Beim Dorf Anuiskoje wendet sich der Anui wieder nach Norden und mündet bei Ust-Anui südwestlich der Großstadt Bijsk in den Ob, nur knapp 20 km unterhalb dessen Entstehung aus Bija und Katun.
Der Anui hat keine größeren Nebenflüsse. Am Fluss liegen keine Städte, jedoch die größeren Siedlungen und Rajonverwaltungszentren Soloneschnoje und Petropawlowskoje.

## Hydrografie
Das Einzugsgebiet des Anui umfasst 6930 km².
Die mittlere jährliche Abflussmenge beträgt bei Starotyryschkino, etwa 10 Kilometer oberhalb der Mündung 36,1 m³/s bei einem monatlichen Minimum von 6,9 m³/s im Februar und einem Maximum von 123 m³/s im April.
Oberhalb der Mündung ist der Anui bis über 100 Meter breit und bis zu zwei Meter tief; seine Fließgeschwindigkeit beträgt hier 0,7 m/s.
Der Anui gefriert zwischen November und April.

## Infrastruktur
Der Anui ist nicht schiffbar.
Das vom Anui durchflossene Gebiet, insbesondere im Bereich des intensiv landwirtschaftlich genutzten Altaivorlandes, ist relativ dicht besiedelt; an seinen Ufern liegen viele Ortschaften. Es wird durch eine Reihe teils unbefestigter Straßen erschlossen, wie von Bystry Istok (Rajonzentrum am Ob) über Petropawlowskoje nach Ust-Kalmanka (Rajonzentrum am Tscharysch) oder von Soloneschnoje flussaufwärts bis zum Oberlauf des Anui und weiter nach Ust-Kan.